# Zolang de voorraad strekt
 Zolang de voorraad strekt is het vijftiende Nederlandstalige studioalbum van Herman van Veen, verschenen op LP in 1982. Deze plaat werd opgenomen in de Harlekijn Studio, Breukelen.
Van het album werden aanvankelijk geen nummers op single uitgebracht.  Op latere versies van het album werd het lied De bom valt nooit als extra nummer toegevoegd en in 1983 op single uitgebracht, maar dit nummer bereikte de hitparade niet. 
Het lied De man die zelfmoord wilde plegen werd eerder uitgebracht  door Jasperina de Jong en staat op haar album Jasperina's Grote Egotrip uit 1973.

## Nummers
| Nr. | Titel                             | Schrijver(s)                                        | Duur |
| --- | --------------------------------- | --------------------------------------------------- | ---- |
| 1.  | Weet je nog                       | Herman van Veen, Hans Lodeizen                      | 3:09 |
| 2.  | Die met hem waren                 | Herman van Veen                                     | 3:18 |
| 3.  | Intercontinentaal                 | Thomas Woitkewitsch, Herman van Veen, Rob Chrispijn | 3:25 |
| 4.  | De man die zelfmoord wilde plegen | Joop Stokkermans, Guus Vleugel                      | 5:11 |
| 5.  | Graag gezien                      | Herman van Veen, Rob Chrispijn                      | 5:21 |

| 1.                 | Later       | Herman van Veen, Harry Sacksioni, Simon Carmiggelt | 3:44 |
| 2.                 | Achterlangs | Herman van Veen, Willem Wilmink                    | 4:18 |
| 3.                 | Een ander   | Herman van Veen                                    | 4:22 |
| 4.                 | Werk        | Herman van Veen, Rob Chrispijn                     | 3:12 |
| 5.                 | Tijdbom     | Erik van der Wurff, Herman van Veen                | 3:34 |
| Totale duur: 39:34 |             |                                                    |      |

## Muzikanten
De credits op de oorspronkelijke langspeelplaat vermeldden:
- Sylvia Houtzager - viool
- Cees van der Laarse - bas
- Chris Lookers - gitaar
- Harry Mooten - accordeon
- Nard Reijnders - sax, klarinet
- Ernst van Tiel - drums
- Herman van Veen - zang
- Erik van der Wurff - Keyboard